# Andy Herron
Andy Francisco Herron Aguilar (Limón, 3 de febrero de 1978) es un exfutbolista costarricense internacional que jugó como delantero y su último equipo fue el Fort Lauderdale Strikers de la North American Soccer League de los Estados Unidos.

## Trayectoria
A niveles de selecciones nacionales ha tenido un total de 25 apariciones, logrando anotar en siete ocasiones. Inició en la Selección Sub-23 en la preparación a los Juegos Olímpicos de Sídney 2000. Participó a nivel mayor en la Copa Uncaf 2003, Copa América 2004, Copa de Oro de la Concacaf 2009, Clasificación de Concacaf para la Copa Mundial de Fútbol de 2006 y Clasificación de Concacaf para la Copa Mundial de Fútbol de 2010. 

### Goles internacionales
| #  | Fecha                   | Lugar                                               | Oponente  | Anotaciones | Resultado | Competición                                             |
| -- | ----------------------- | --------------------------------------------------- | --------- | ----------- | --------- | ------------------------------------------------------- |
| 1. | 20 de noviembre de 2002 | Estadio Olímpico Atahualpa, Quito, Ecuador          | Ecuador   | 0–2         | 2–2       | Amistoso                                                |
| 2. | 14 de julio de 2004     | Estadio Jorge Basadre, Tacna, Perú                  | Chile     | 1–2         | 1–2       | Copa América 2004                                       |
| 3. | 18 de agosto de 2004    | Estadio Alejandro Morera Soto, Alajuela, Costa Rica | Honduras  | 1–0         | 2–5       | Eliminatorias Copa Mundial de Fútbol de 2006 (Concacaf) |
| 4. | 18 de agosto de 2004    | Estadio Alejandro Morera Soto, Alajuela, Costa Rica | Honduras  | 2–2         | 2–5       | Eliminatorias Copa Mundial de Fútbol de 2006 (Concacaf) |
| 5. | 10 de julio de 2009     | Estadio Riccardo Silva, Florida, Estados Unidos     | Canadá    | 0–1         | 2–2       | Copa de Oro de la Concacaf 2009                         |
| 6. | 19 de julio de 2009     | Cowboys Stadium, Texas, Estados Unidos              | Guadalupe | 0–3         | 1–5       | Copa de Oro de la Concacaf 2009                         |

## Clubes
| Club                           | País           | Año         | Partidos | Goles |
| ------------------------------ | -------------- | ----------- | -------- | ----- |
| Asociación Deportiva Limonense | Costa Rica     | 1997 - 2001 | 86       | 23    |
| Santos de Guápiles             | Costa Rica     | 2001 - 2002 | 54       | 15    |
| Club Sport Herediano           | Costa Rica     | 2002 - 2003 | 47       | 26    |
| Chicago Fire                   | Estados Unidos | 2004 - 2006 | 44       | 15    |
| Club Sport Herediano           | Costa Rica     | 2006        | 19       | 6     |
| Columbus Crew                  | Estados Unidos | 2007        | 18       | 4     |
| Puntarenas Fútbol Club         | Costa Rica     | 2008        | 7        | 1     |
| Chicago Fire                   | Estados Unidos | 2008        | 17       | 3     |
| Club Sport Herediano           | Costa Rica     | 2009        | 29       | 12    |
| Asociación Deportiva Ramonense | Costa Rica     | 2009 - 2010 | 10       | 2     |
| Universidad SC                 | Guatemala      | 2010 - 2011 | 33       | 15    |
| Limón Fútbol Club              | Costa Rica     | 2011 - 2012 | 14       | 2     |
| Fort Lauderdale Strikers       | Estados Unidos | 2012 - 2013 |          |       |

## Palmarés
| Título                   | Club         | Año  |
| ------------------------ | ------------ | ---- |
| Copa Centroamericana     | Costa Rica   | 2003 |
| Lamar Hunt U.S. Open Cup | Chicago Fire | 2006 |

## Distinciones individuales
| Título                                  | Club                 | Año         |
| --------------------------------------- | -------------------- | ----------- |
| Goleador de la Lamar Hunt U.S. Open Cup | Chicago Fire         | 2006        |
| Goleador de la Primera División         | Club Sport Herediano | Verano 2009 |

MVP del Chicago Fire y Budweiser golden but 2006

Goleador de Fútbol de Guatemala Universidad de SC Apertura 2010
Tiene dos hijos Dyan y Mia Herron. Actualmente reside en Miami.